# Cyathea doctersii
Cyathea doctersii är en ormbunkeart som beskrevs av Cornelis Rugier Willem Karel van Alderwerelt van Rosenburgh. Cyathea doctersii ingår i släktet Cyathea och familjen Cyatheaceae. Inga underarter finns listade.